# Померанія

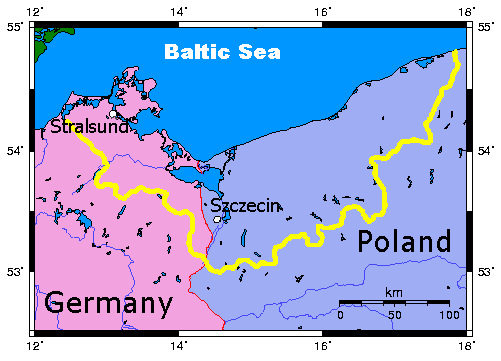
Історична область Померанія (жовтий контур)

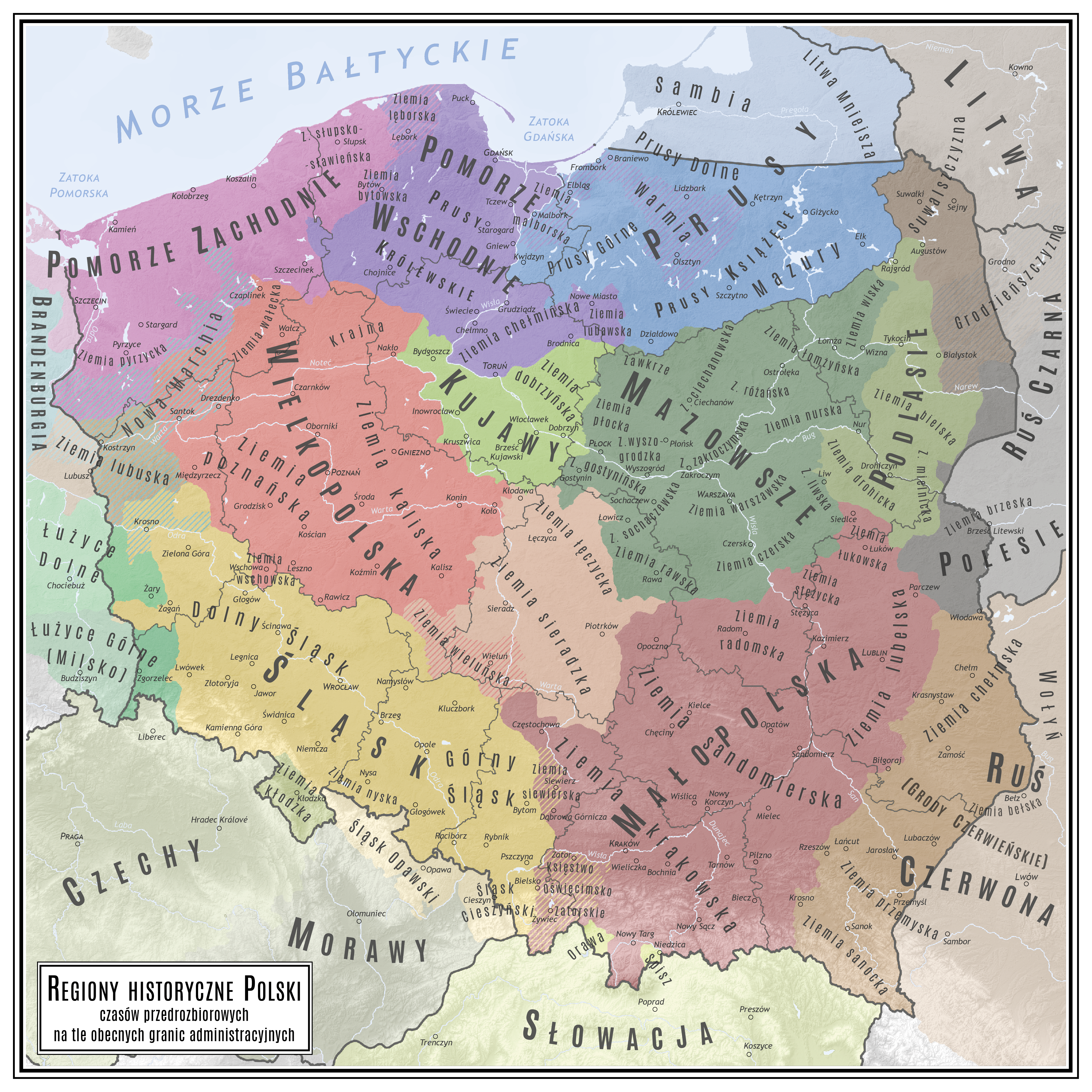
Померанія та інші історичні землі Польщі на тлі сучасних адміністративних кордонів

Померанія (нім. Pommern), або Помор'я (пол. Pomorze, каш. Pòmòrskô) — історичний край Польщі та Німеччини. Східна Померанія розташована між нижніми Віслою і Одрою. Західна Померанія простягається на захід від Одри і тепер частково входить до складу ФРН. Польське Помор'я, крім Східної Померанії, охоплює також колишню Західну Пруссію (Pomorze Wschodnie). Головні міста — Щецин, Кошалін.

## Історія
В доісторичний період територію Померанії населяли племена: ругії, лугії, готи, венеди (можливо, балти).
- Увійшла до складу Польщі 962 року.
- У 1181—1806 рр. була частиною Священної Римської Імперії та керувалася герцогами Померанськими до 1637 року, коли помер останній герцог місцевої слов'янської за походженням династії Гриффітів Богуслав XIV. Після цього Померанія була окупована Швецією і Бранденбургом.
- У 1648 р. поділена за Вестфальським договором східна частина відійшла до Бранденбургу, а західна, з містом Щецин — до Швеції.
- В 1719 р. і 1815 р. вся Померанія відійшла до Пруссії.

Протягом певних періодів була частиною Польщі, Данії, Саксонії, Брандебургу, Пруссії та Швеції.
Див. також Семирічна війна
Зі скасуванням Священної Римської Імперії стала частиною Пруссії (з 1871 р. — Німеччини).
На землях Померанії була також широко розповсюджена нижньонімецька мова (платтдютч). Жителі Померанії були тісно пов'язані з торгівлею і піратством на Балтійському морі у Середні віки, з Ганзейським союзом, зі Шведським і Данським королівствами та з різноманітними князівствами у складі Священної Римської імперії. Саме з цих земель згідно нормандської теорії походять так звані варяги. Тут вже в стародавні часи складалися умови для розвитку форм християнства, які заперечували владу Риму і які стали основою для формування протестантизму. До XVI ст. тут продовжували існувати незалежні селянські республіки (в певному сенсі відповідники козацької вольниці Війська Запорізького Низового).

## Дослідження
На жаль земля Померанії, як невіддільна частина історичної формації вендів ігнорувалася в рамках пан-германської та пан-слов'янської теорій, котрі були розроблені в XIX столітті. До певної міри це ігнорування збереглося дотепер.
Відомо, що за часів Христа на території Померанії жили готи та інші тевтонські племена. Також відомо, що в V та VI століттях н. е. слов'янські племена поморянів та кашубів переселилися на береги Балтійського моря на територію Померанії. Подібним чином розглядають проблему Померанії в рамках пан-германської теорії.
Польські дослідники пропонують дещо іншу версію. Звичайно присутність готів в Померанії вони не заперечують. Проте готи походять із Скандинавії і з'явились на території Померанії в певний період їхнього переселення на територію сучасної України, а потім і до Італії та Іспанії. Таким чином, розміщення готів на території Померанії було тимчасовим, такою ж тимчасовою була і присутність інших германських племен.
Між II та VI століттями до н. е. культура вендів широко поширилась на території сучасної Польщі, що включає землі Померанії. Однією з груп цієї культури була т.з. Пшеворська культура, з якої вийшли сучасні поляки. Цілком можливо, що кельти залишили суттєвий культурний вплив на поляків. Проте це не дуже представлено в польській мові, оскільки континентальні кельти та венди розмовляли практично однаковою мовою. Проте в них була різна культурологічна традиція, що виражалася в язичництві. Тому в польській традиції маємо обожнювання дуба, тоді як у вендській традиції обожнюється верба (linden). На півдні Польщі знайдено багато кельтських могил. Також германські сусіди досі звуть поляків іменем Lechen (ляхи), що є похідним від Welsche, що пов'язано з древньою германською кличкою кельтів. Також в Україні поляків обзивають ляхами (Ljahi) в простому народі.
Сучасні померанці належать до вендської групи Оксивє. Їх германські сусіди називають навіть сьогодні Winden, тобто Vindi (венди). Характерний голосний звук «і» для померанців, замість характерного «е» для вендів проявляє себе в інших словах, наприклад, Kamin (іншими словами Kamen, тобто — камінь). Таким чином померанці є автохтонними представниками вендів на березі Балтійського моря, незважаючи на той відомий факт тимчасової окупації їх земель готами та іншими германськими племенами. Не менш складним є їх взаємовідносини з поляками.